# Wennenkamp
Wennenkamp ist ein Ortsteil der Stadt Rinteln im niedersächsischen Landkreis Schaumburg.

## Geografie und Verkehrsanbindung
Der Ortsteil liegt südöstlich vom Kernbereich von Rinteln direkt an der Grenze zu Nordrhein-Westfalen. Zusammen mit Friedrichswald, Goldbeck und Uchtdorf wird innerhalb der Stadt Rinteln die Ortschaft Taubenberg gebildet. 

## Kultur und Sehenswürdigkeiten
Auf dem Rumbecker Berg bei Wennenkamp stand von 1975 bis 2018 der Ludwigsturm, ein hölzerner Aussichtsturm (⊙) (überdachte Plattform in 22 m Höhe). Der Turm wurde am 13. Oktober 2018 wegen Fäulnisschäden gesprengt. An gleicher Stelle stand von 1901 bis 1918 ein erster Ludwigsturm, der nach dem Rintelner Gymnasiallehrer Ludwig Schwarz benannt worden war und auch dem zweiten Turm seinen Namen gab.

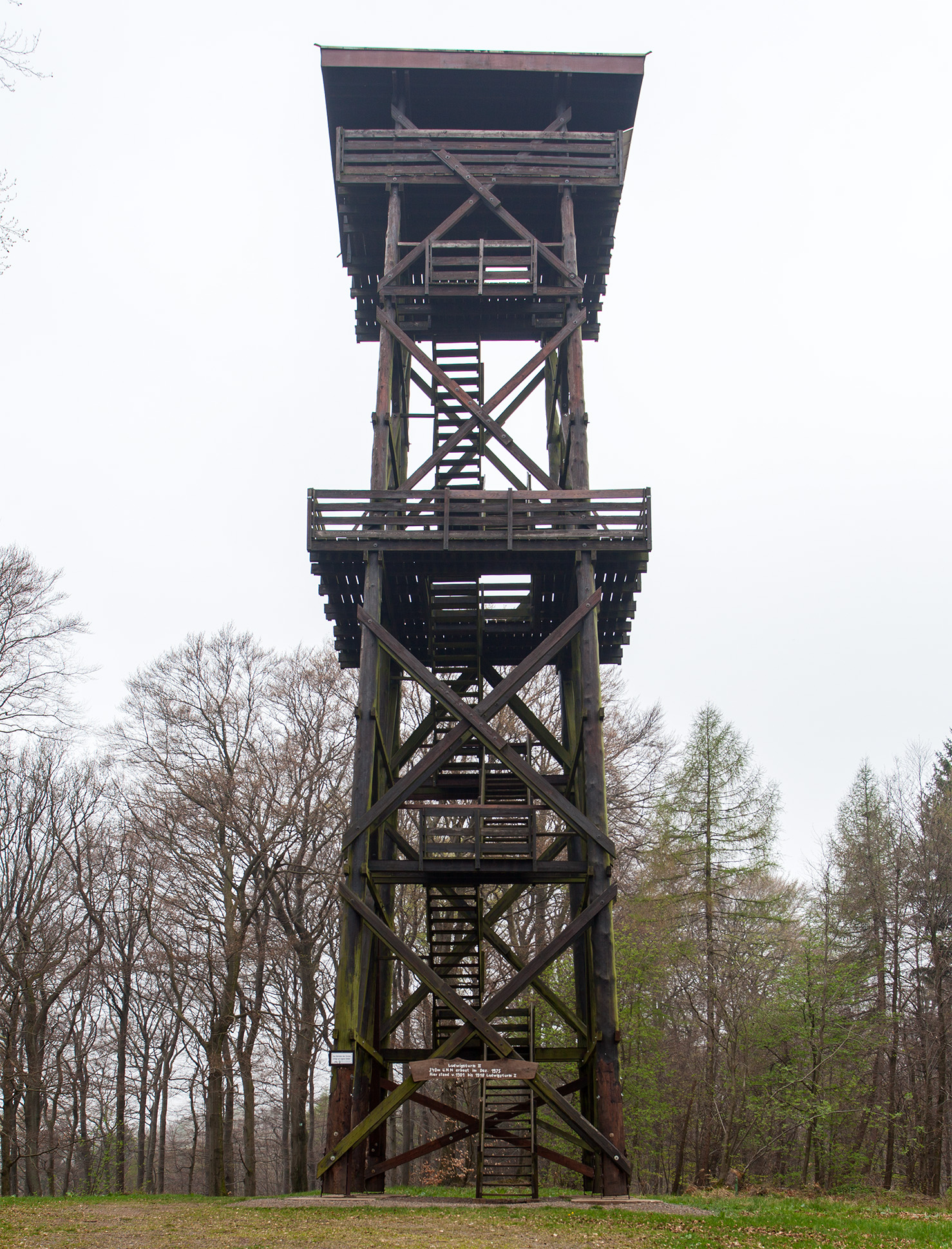
Ludwigsturm II